# Jack Daniel’s
Jack Daniel’s (Джек Дэ́ниелс) — американский бренд виски. Он производится в Линчберге, Теннесси, на винокурне Jack Daniel Distillery, которая с 1956 года принадлежит корпорации Brown-Forman.
До провозглашения в США «сухого закона» в Теннесси было множество производителей спиртного, на сегодня осталось лишь два — Jack Daniel’s и George Dickel. Оба завода до 1941 года делали обыкновенный бурбон, но потом правительство штата решило, что благодаря особой технике фильтрации производимые в Теннесси виски достойны иметь статус географического происхождения. Вся выпускаемая в штате продукция стала называться Tennessee Sour Mash Whiskey— «теннессийский виски из кислой браги». Ежегодно продаётся более 6 млн бутылок.

## История
| \| Руководитель \| Годы работы \| \| ------------------------------ \| ----------- \| \| Джаспер «Джек» Ньютон Дэниел \| 1866 — 1911 \| \| Джесс Мотлоу (Jess Motlow) \| 1911 — 1941 \| \| Лем Толлей (Lem Tolley) \| 1941 — 1964 \| \| Джек Гембл (Jess Gamble) \| 1964 — 1966 \| \| Френк Бобо (Frank Bobo) \| 1966 — 1992 \| \| Джимми Бэдфорд (Jimmy Bedford) \| 1992 — 2008 \| \| Джефф Аррнет (Jeff Arnett) \| с 2008 \| |             |
| Руководитель | Годы работы |
| Джаспер «Джек» Ньютон Дэниел | 1866 — 1911 |
| Джесс Мотлоу (Jess Motlow) | 1911 — 1941 |
| Лем Толлей (Lem Tolley) | 1941 — 1964 |
| Джек Гембл (Jess Gamble) | 1964 — 1966 |
| Френк Бобо (Frank Bobo) | 1966 — 1992 |
| Джимми Бэдфорд (Jimmy Bedford) | 1992 — 2008 |
| Джефф Аррнет (Jeff Arnett) | с 2008      |

Jack Daniel’s своим появлением обязан церкви. А конкретно — лютеранскому священнику Дэнну Коллу. Этот пастырь, помимо спасения душ, занимался производством не вполне богоугодных напитков. Среди мужчин прихода его виски пользовался немалой популярностью. Именно на вискокурню к отцу Дэнну и нанялся на работу маленький семилетний мальчик Джаспер «Джек» Ньютон Дэниэл. Случилось это приблизительно в середине 50-х годов XIX века в городе Линчбург, штат Теннеси (приблизительно, потому что документы, указывающие на дату рождения Дэниэла, сгорели при пожаре).
Маленький Джек оказался чрезвычайно смекалистым. Он на лету схватывал все премудрости алкогольного бизнеса. Уже в 13 лет он стал хозяином вискокурни.
От своего учителя Джек Дэниэл научился многому. Но главным секретом, который он позаимствовал у Дэнна Колла, стала особая технология производства виски. Называлась она Lincoln County Process, в честь округа Линкольн, где была особенно распространена.
В 1907 году Джек почувствовал, что здоровье начинает подводить его, и решил заняться подготовкой того, кто унаследует его империю.
Так как он не имел ни детей, ни жены, наследником стал его племянник Лем Мотлоу. Джек начал посвящать его в дела компании, и, в конце концов, постепенно предоставил ему все бразды правления.
Однажды Мистер Джек пришёл на работу рано утром и попытался открыть сейф у себя в офисе. Он не мог вспомнить комбинацию цифр и в гневе ударил сейф ногой.
Следствием этого удара был перелом большого пальца и проникновение инфекции. В конце концов в 1911 году он скончался от заражения крови.
Поскольку Джек Дэниэл никогда не женился и не имел детей, он завещал вискокурню своему усердно работавшему вместе с ним племяннику Лему Мотлоу, который руководил бизнесом во времена сухого закона.
Лем руководил заводом с 1911 года по 1947 год. Именно на период, когда Мотлоу находился у руля компании, выпали самые тяжёлые для завода времена: и «сухой закон», и Вторая мировая война.
Долгие годы виски был под запретом, и завод находился на грани банкротства. И только в 1947 нормальная работа была возобновлена, а вскоре компания была зарегистрирована, как «Jack Daniel Distillery, Lem Motlow, Prop., Inc».
В 1988 году Джек Рэйр смягчил виски древесным углём дважды. Первый раз перед разливом в дубовые бочки, и ещё раз четыре года спустя, перед тем как виски разлили в бутылки. Виски по новому рецепту получили более гладкий и изящный характер.
В настоящий момент руководит производством Джефф Аррнет (седьмой мастер дистиллятор). Аррнет занимает эту должность с 2008 года.

## Выдержка и созревание

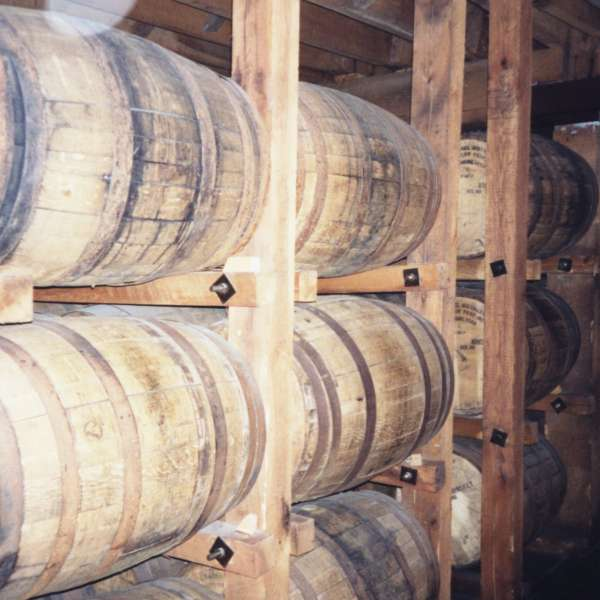

### Фильтрация
Фильтрация виски происходит через древесный уголь, полученный от сжигания канадского сахарного клёна. Этот процесс уникален для создания виски Теннесси и известен как процесс округа Линкольн.

### Изготовление бочек
Бочки изготавливаются из американского дуба и обжигаются.

## Виски Jack Daniel’s
- Jack Daniel’s Old No.7 — объёмом 0.05л; 0.1 л; 0,35л; 0,5 л; 0,7 л; 0,75 л; 1,0 л; 1,75 л; 3 л
- Jack Daniel’s Tennessee Rye — объёмом 0,05 л; 0,7 л; 1,0 л
- Jack Daniel’s Tennessee Honey — объёмом 0,05 л; 0,1 л; 0,5 л; 0,7 л; 1,0 л
- Jack Daniel’s Tennessee Fire — объёмом 0,05 л;0,7 л; 1,0 л
- Jack Daniel’s Tennessee Apple — объёмом 0.05 л; 0,7 л;
- Gentleman Jack — 0,35; 0,5 л; 0,75 л; 1,0 л
- Jack Daniel’s Monogram Tennessee Whiskey — 0,75 л (розлив для Азиатских стран)
- Jack Daniel’s Single Barrel — 0,75 л (американский розлив), 0,7 л (европейский розлив)
- Jack Daniel’s Single Barrel Rye — 0,75 л (американский розлив), 0,7 л (европейский розлив)
- Jack Daniel’s Silver Select Single Barrel — 0,75 л (американский розлив), 0,7 л (европейский розлив)
- Jack Daniel’s Tennessee Whiskey Holiday Select — 0,70 л (2011 limited edition; 2013 limited edition)
- Jack Daniel’s Tennessee Whiskey Sinatra Select — 1,0 л

## Употребление

Бутылка виски марки Jack Daniel’s и два фирменных стакана

Jack Daniels — американский виски, для его изготовления используется более 51 % кукурузы. Имеет насыщенный аромат и мягкий вкус с нотками дыма. Большие ценители виски данной марки предпочитают пить Jack Daniels отдельно от всего, остальным можно порекомендовать коктейли на основе лимонного или яблочного сока и льда.
Для виски используют два типа бокалов: тюльпановидные, если вы хотите по достоинству оценить цвет, аромат и вкус напитка, и широкие бокалы с толстым дном — для смешивания виски с колой, льдом и другими ингредиентами. Температура виски должна составлять 18°—21°, именно при такой температуре максимально раскрывается аромат и мягкий вкус напитка. При более низкой температуре теряется аромат, при высокой — страдает вкус: напиток становится более жестким и крепким.

## Награды
| Название                              | Год присуждения | Место присуждения                          |
| ------------------------------------- | --------------- | ------------------------------------------ |
| Золотая Медаль                        | 1904            | Всемирная ярмарка Сент-Луис, США           |
| Золотая Медаль                        | 1905            | Льеж, Бельгия                              |
| Золотая Медаль                        | 1913            | Конкурс виски Гент, Бельгия                |
| Золотая Медаль                        | 1914            | Англо-американская выставка Лондон, Англия |
| Почётный сертификат Института гигиены | 1915            | Лондон, Англия                             |
| Звезда качества                       | 1954            | Брюссель, Бельгия                          |
| Золотая медаль с пальмовыми листьями  | 1981            | Амстердам, Нидерланды                      |

## Спонсорство
С 2006 по 2015 год спонсировал команды V8 Supercar Perkins Engineering и Kelly Racing.
С 2005 по 2009 год спонсировал автомобиль Richard Childress Racing.
Спонсирует туры Zac Brown Band.